# Дрю Пауелл
Дрю Пауелл (англ. Drew Powell) — американський актор. Відомий виконанням ролей Росса Картвайта у телесеріалі «Пандероза» та кадета Дрю у комедійному серіалі «Малкольм у центрі уваги». З 2014 року входить до акторського складу телесеріалу «Готем», де грає роль Бутча Гілзіна.

## Біографія
Народися 19 січня 1976 року в Нобсвіллі, Індіана, США. Своє дитинство провів у Лебаноні, де й закінчив середню школу. 1998 року закінчив Університет ДеПау. Згодом переїхав до Лос-Анджелеса та почав проходити кастинги на акторські ролі.
Дебютував на телебаченні 2000 року, з'явившись у комедійному серіалі «Малкольм у центрі уваги», де виконав роль кадета Дрю (13 епізодів). Незабаром з'явився у серіалі «Пандероза» (2001), приквелі телесеріалу «Бонанца». Виконував невеликі ролі у таких телевізійних шоу як: «Ясновидець», «Доктор Хауз», «Противага», «Швидка допомога», «Мертва справа» та «Без сліду». З 2014 року по сьогоднішній день виконує роль головоріза Бутча Гілзіна у телесеріалі «Готем».
Окрім своєї кар'єри на телебаченні, Пауелл виконує ролі й у кіно. Одною із найвідоміших ролей актора є роль Біка у фільмі «Солом'яні пси» (2011), ремейку однойменного фільму 1971 року.

## Особисте життя
Перебуваючи на зйомках телесеріалу «Пандерози» в Австралії, Пауелл зустрів свою майбутню дружину, Вероніку, яка тоді працювала візажисткою на цьому шоу. Мають сина, Лео, який народився у січні 2011 року. Живуть у Лос-Анджелесі.

## Фільмографія
| Кіно          | Кіно                              | Кіно                                        | Кіно                           | Кіно                                                        |
| Рік           | Назва                             | Оригінальна назва                           | Роль                           | Примітки                                                    |
| ------------- | --------------------------------- | ------------------------------------------- | ------------------------------ | ----------------------------------------------------------- |
| 2006          | Вікно                             | The Window                                  | Детектив                       | Короткометражка                                             |
| 2006          | Піхотинець                        | The Marine                                  | Джой                           |                                                             |
| 2007          | Темні кути                        | Fugly                                       | Дейл                           | Телефільм                                                   |
| 2007          | Мексиканський світанок            | Mexican Sunrise                             | Тіндол                         |                                                             |
| 2007          | 1408                              | 1408                                        | Помічник менеджера готелю      |                                                             |
| 2009          | Система                           | The System                                  | Джіммі                         | Короткометражка                                             |
| 2010          | Табір надії                       | Camp Hope                                   | Боб                            |                                                             |
| 2011          | Шоу Пі-Ві Германа на Бродвеї      | The Pee-wee Herman Show                     | Ведмідь /Містер Віндоу (голос) | Телефільм                                                   |
| 2011          | Солом'яні пси                     | Straw Dogs                                  | Бік                            |                                                             |
| 2011          | Шлях назад                        | Touchback                                   | Двайт Пірсон                   |                                                             |
| 2012          | Обличчя гітари                    | Guitar Face                                 | Пол Вернер                     | Короткометражка                                             |
| 2012          | Детектив-вдова                    | Widow Detective                             | Лі Кесслер                     | Телефільм                                                   |
| 2012          | Імпульсивність                    | Impulsive                                   | Джої                           | Короткометражка                                             |
| 2012          | Безпечна кімната                  | Safe Room                                   | Лео                            | Короткометражка                                             |
| Телебачення   |                                   |                                             |                                |                                                             |
| Рік           | Назва                             | Оригінальна назва                           | Роль                           | Примітки                                                    |
| 2000-2001     | Малкольм у центрі уваги           | Malcolm in the Middle                       | Кадет Лрю                      | 11 епізодів                                                 |
| 2001          | Кращі                             | Popular                                     | Викидайло                      | «It's Greek To Me»                                          |
| 2001          | V.I.P.                            | V.I.P.                                      | Джок                           | «21 Val Street»                                             |
| 2001-2002     | Пандероза                         | Ponderosa                                   | Ерік «Госс» Картвайт           | 20 епізодів                                                 |
| 2004          | Зоряний десант 2: Герой Федерації | Starship Troopers 2: Hero of the Federation | Рядовий Кіппер Тор             | Телефільм                                                   |
| 2004          | CSI: Місце злочину                | CSI: Crime Scene Investigation              | Коп                            | «Bloodlines»                                                |
| 2005          | Там                               | Over There                                  | Морський піотинець             | «Situation Normal»                                          |
| 2006          | Монк                              | Monk                                        | Едді Мердок                    | «Mr. Monk Can't See a Thing»                                |
| 2007          | Мертва справа                     | Cold Case                                   | Кейсі Івенс                    | «Stand Up and Holler»                                       |
| 2007          | Офіс                              | The Office                                  | Бармен                         | «Local Ad»                                                  |
| 2007          | Без сліду                         | Without a Trace                             | Охоронець                      | «Run»                                                       |
| 2008          | Турбо побачення                   | Turbo Dates                                 | Сайлас                         | «Dudes»                                                     |
| 2008          | Доктор Хауз                       | House                                       | Ентоні                         | «Adverse Effects»                                           |
| 2009          | На виду                           | In Plain Sight                              | Сандор Кейн/Сенді              | «A Stand-Up Triple»                                         |
| 2009          | Ясновидець                        | Psych                                       | Футболіст                      | «Any Given Friday Night at 10PM, 9PM Central»               |
| 2009-2011     | Противага                         | Leverage                                    | Джек Герлі                     | 2 епізоди                                                   |
| 2011          | Мемфіс Біт                        | Memphis Beat                                | Клей Вілльямс                  | «At the River»                                              |
| 2011          | Двійник                           | Ringer                                      | Детектив Сінгер                | «It's Gonna Kill Me, But I'll Do It»                        |
| 2011          | Американська історія жахів        | American Horror Story                       | Детектив Колліер               | «Home Invasion»                                             |
| 2011          | Анатомія Грей                     | Grey's Anatomy                              | Карл Шелтер                    | «Put Me In, Coach»                                          |
| 2011          | Незабутнє                         | Unforgettable                               | Кевін МакМіллен                | «Lost Things»                                               |
| 2012          | Саутленд                          | Southland                                   | Офіцер Меркель                 | 2 епізоди                                                   |
| 2012          | Вихована Гоуп                     | Raising Hope                                | Ворден                         | 2 епізоди                                                   |
| 2012          | Пробудження                       | Awake                                       | Джордж О'Делл                  | «Game Day»                                                  |
| 2012          | Необхідна жорстокість             | Necessary Roughness                         | Раян 'Райно' Нортон            | «What's Eating You?»                                        |
| 2012          | Справжня кров                     | True Blood                                  | Райдер                         | «Somebody That I Used To Know»                              |
| 2012          | Кістки                            | Bones                                       | Пауло Романо                   | «The Partners In The Divorce»                               |
| 2012          | Менталіст                         | The Mentalist                               | Рід Сміт                       | 5 епізодів                                                  |
| 2012          | NCIS: Полювання на вбивць         | NCIS                                        | Фред Гедл                      | «Gone»                                                      |
| 2012          | Сучасна сімейка                   | Modern Family                               | Террі                          | «When a Tree Falls»                                         |
| 2013          | Рей Доноаван                      | Ray Donovan                                 | Гарі О'Меллі                   | «New Birthday»                                              |
| 2014-наші дні | Готем                             | Gotham                                      | Бутч Гілзін                    | Сезон 1: періодична роль; Сезон 2 — наші дні: постійна роль |
| 2015          | Бібліотекарі                      | The Librarians                              | Рей                            | «And the Hollow Men»                                        |
| 2015          | Мен Джем                          | Man Jam                                     | Бад                            | 6 епізодів                                                  |
| Відеоігри     |                                   |                                             |                                |                                                             |
| Рік           | Назва                             | Роль                                        |                                |                                                             |
| 2012          | Hitman: Absolution                | Голос (різне)                               |                                |                                                             |
| 2013          | Grand Theft Auto V                | Голос (різне)                               |                                |                                                             |